# Empedrado
Empedrado é uma comuna da província de Talca, localizada na Região de Maule, Chile. Possui uma área de 564,9 km² e uma população de 4.225 habitantes (2002).